# アカビタイボウシインコ
アカビタイボウシインコ（赤額帽子鸚哥、Amazona vittata）は、オウム目インコ科に分類される鳥類。

## 分布
アメリカ合衆国（プエルトリコ東部）固有種

## 形態
全長29cm。上面が緑色、下面が淡緑色の羽毛で被われる。頭部や肩羽、胸部を被う羽毛の外縁（羽縁）は暗色で鱗状に見える。額（個体によっては眼先も）は赤い羽毛で被われる。
眼の周囲には羽毛が無く、白い皮膚が露出する。虹彩は褐色。嘴の色彩は黄白色。後肢の色彩は淡灰色。

## 生態
標高200-600mにある湿潤林に生息する。ペアもしくは小規模な群れを形成し生活する。
食性は植物食で、果実、種子、樹皮、葉、花などを食べる。
繁殖形態は卵生。2-4月に地表から4.5m以上にある樹洞に、2-4個の卵を産む。抱卵期間は約26日。

## 人間との関係
開発による生息地の破壊、害鳥としての駆除、ペット用の乱獲、人為的に移入されたネズミやオオウロコツグミモドキによる卵や雛の捕食、オオウロコツグミモドキやミツバチとの営巣場所の競合などにより生息数は激減した。さらにハリケーンによっても生息数が減少した。以前はプエルトリコ全域だけでなく周辺の島嶼にも分布の様々な環境で生息していたが、プエルトリコ東部を除いて絶滅した。生態調査、飼育下での繁殖および飼育下繁殖個体の再導入、巣の改造（巣を深くすることによりオオウロコツグミモドキによる巣の略奪を防止する）、競合相手や外敵の駆除などの保護対策が行われて生息数は増加傾向にある。 
1500年代に生息地がヨーロッパの植民地になる前には100万羽が生息していたと推定されている。1493年における生息数は数十万羽、1937年における生息数は約2,000羽、1950年代における生息数は約200羽、1975年における生息数はプエルトリコのエルユンケ国有林に棲む13羽のみとなった。
このため1973年、米国魚類野生生物局は、アカビタイボウシインコの初の飼育繁殖施設を設立した。 野生の個体数が極端に少なかったため、研究者たちはハイチやドミニカ共和国に比較的多く生息する近縁種のミミグロボウシインコを持ち込み、雛の育ての親とすることにした。ところが同種の成鳥と接する機会を持たなかった飼育下のインコ達が新しい方言を使用するようになっており、野生への再導入において言葉の壁となることが懸念されている。 現在では雛を育てるのに十分なアカビタイボウシインコがいるため、ミミグロボウシインコを育ての親とすることは中止されている。
1989年における生息数は48羽まで回復したがハリケーンによって20-22羽まで減少、1992年における生息数は39-40羽、1996年における生息数は48羽と推定されている。 2006年にはインコのグループはエルユンケ国有林はの飼育群、リオアバホ国有林の飼育群と再導入群、エルユンケ国有林の元々の野生群の4つにまで増えた。 しかし2017年、ハリケーン・マリアの襲来によってエルユンケ国有林の野生インコの群れ約50羽は全滅したため、2020年初め、この群れに代わる約30羽の飼育群がエルユンケ国有林に放たれた。 2020年の生息数は600羽以上にまで増えている。